# Semaine du livre en catalan (Barcelone)
La Semaine du livre en catalan (en catalan : Setmana del Llibre en Català) est un événement culturel annuel qui se tient à Barcelone depuis 1983. Il consiste en l'exposition et vente de livres édités en langue catalane. Il a lieu pendant une semaine en septembre, dans une foire organisée spécialement pour l'occasion, devant la cathédrale de Barcelone.

## Histoire
Cet événement culturel s'est tenu d'abord à la gare de Barcelone-Sants puis s'est déroulé dans d'autres lieux de la ville avant de se fixer devant la cathédrale à partir de 2012.

## Organisation
La Semaine est organisée par l'Association des éditeurs en langue catalane, créée en 1978, qui regroupe les entreprises éditoriales des Pays catalans qui publient en catalan.

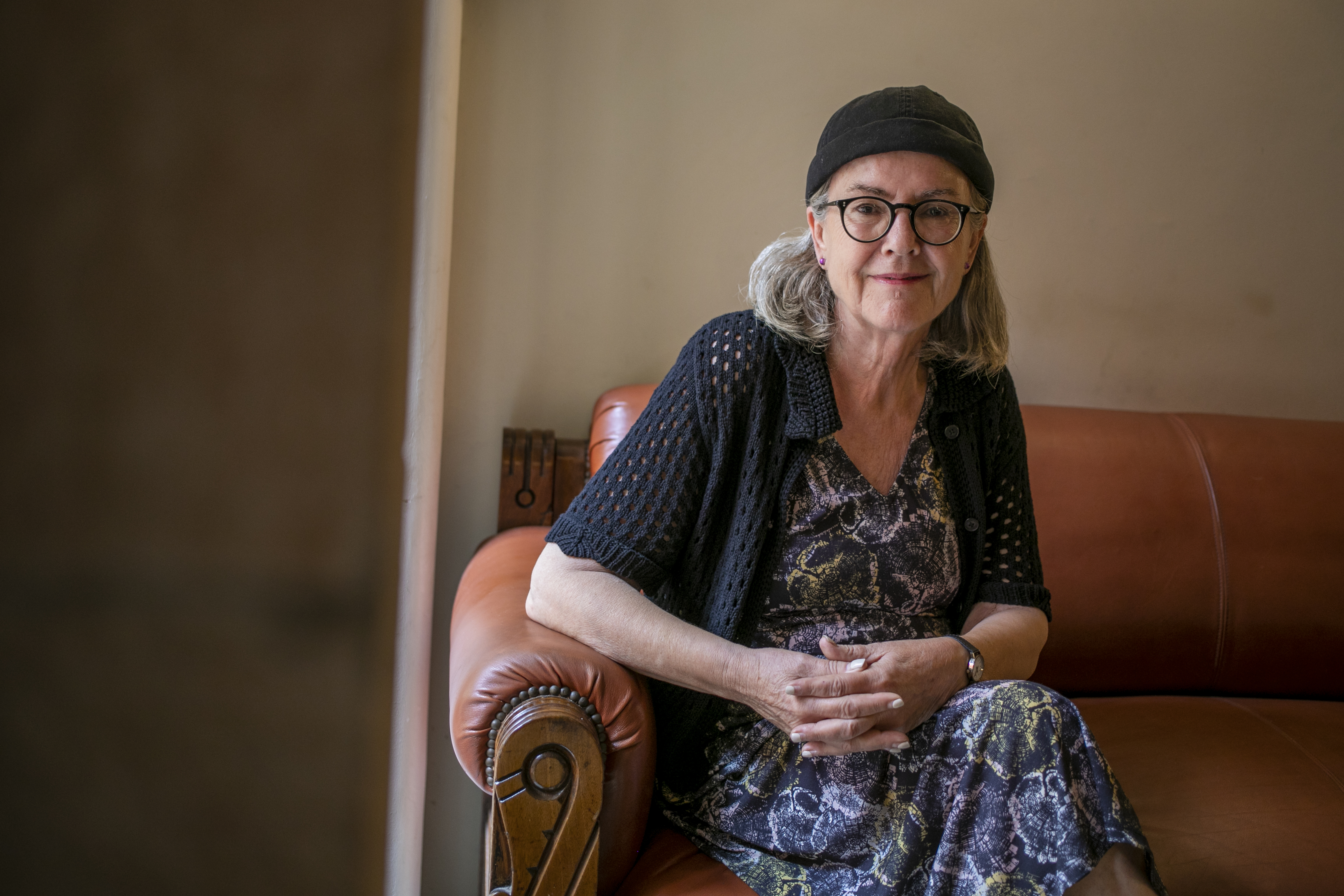
L'écrivaine Mercè Ibarz pendant la Semaine du Livre en catalan 2023.

## Activités
La foire se déroule autour de plusieurs activités, comme émissions en direct de télévision et radio, spectacles enfantins, présentations de livres, tables rondes, itinéraires littéraires, signatures, ateliers, récitations d'œuvres et conférences de presse. Les exposants proviennent de Catalogne mais aussi d'Andorre, du Pays valencien et des îles Baléares.
Un temps fort est la remise du prix Trajectoire, attribué depuis 1997 à une personne qui s'est distinguée par son action dans le domaine de la culture catalane. 
Depuis l'édition de 2017, avec la collaboration de l'Institut Ramon Llull, des éditeurs et agents littéraires de pays étrangers sont conviés à découvrir la littérature catalane.